# 航空支援隊
航空支援隊（こうくうしえんたい、英称：Air Support Operations Squadron：ASOS）は、福岡県築上町の築城基地に所在する航空戦術教導団直轄部隊の一つ。航空自衛隊唯一の空地作戦部隊であり、陸上自衛隊などの地上部隊との協同作戦における統制や、協同作戦に関する教育等を任務としている。部隊のモットーは「俺たちがやらねば誰がやる」。

## 概要
本部隊の隊員には、攻撃目標に近づいて味方戦闘機に飛行経路や爆弾投下のタイミングを指示する「爆撃誘導員」「終末誘導員」としての任務が期待されている。陸上自衛隊など地上部隊との協同作戦（空地作戦）では、火力や空域などの統制といった調整を行う。部隊内には統合末端攻撃統制官（JTAC）の隊員も所属する。
協同作戦の調査研究も主任務で、練成訓練では日米共同演習に毎年参加している。また、航空自衛隊のみならず陸上自衛隊・海上自衛隊の3自衛隊の隊員に対して「航空支援活動（FAC：前線航空管制）」などの技術を教育しており、上級組織の航空戦術教導団が具体化した内容をもとに育成や訓練が行われる。
編成規模は「隊」だが、航空戦術教導団への隷属替え時点で隊員数僅か9名であり、編成規模に対してかなりの少数である。また様々な訓練を行っており、警備射撃訓練、水泳訓練、車両操縦訓練及び長距離車両操縦訓練など、その内容は多岐に渡る。さらに航空救難団及び救難教育隊の支援のもとでラぺリング降下の訓練を行ったこともあるほか、内容は不明だが小松救難隊による訓練支援も受けたことがある。同じ航空戦術教導団隷下の基地警備教導隊とは頻繁に共同訓練を重ねている。第3航空団隷下時代には、協同戦術課程の実習で三沢基地所属のF-4戦闘機が支援を行うこともあった。
陸上自衛隊に対しては特殊作戦群との間で技術交流に関する協定を結んでいるほか、陸上自衛隊富士学校などへの教育支援を行っている。逆に陸自による訓練支援を受けることもあり、長谷部憲司による協同戦術課程実習のルポでは、陸自のUH-1多用途ヘリコプターが空中FAC（機上前線航空管制）の実習に用いられていたり、79式対空レーダ装置 JTPS-P9も支援に展開している様子が写されていた。

## 実施されている教育
- 協同戦術課程：操縦士や空地作戦に関わる幹部自衛官に対して行われる教育課程で、空地作戦、陸海空での各作戦、航空支援組織の概論、図上研究、装備の運用、体育、実習など多岐に渡る教育を行う。教育期間は約10～11週間近くに渡り、全国各地の基地や施設を回りながら行われる[5][18]。
- 終末誘導員講習：終末誘導に従事する者と従事予定者に対して行われる準課程講習で、空自が実施する近接航空支援等に係る終末誘導員として必要な知識と技能を修得させる。教育期間は約6週間[18]。

## 沿革
- 1967年（昭和42年）9月- 第4航空団飛行群（松島基地）に前身となる「空地作戦講習教育班」が発足[5]。
- 1985年（昭和60年）- 第3航空団飛行群（三沢基地）に「航空支援隊」として創設[5]。
- 2014年（平成26年）8月1日 - 航空戦術教導団隷下に隷属換え[4]。
- 2021年（令和3年）- 三沢基地から築城基地へ移転[19]。

## 主要幹部
隊長は2等空佐。
| 官職名       | 階級    | 氏名 | 補職発令日 | 前職 |
| ------------ | ------- | ---- | ---------- | ---- |
| 航空支援隊長 | 2等空佐 |      |            |      |

## 装備
以下は主に2024年11月24日の築城基地航空祭での展示にて確認されたもの。
- 高機動車[注釈 3]
- 64式7.62mm小銃[注釈 4]
- ブーニーハット[注釈 4]
- ハイカットヘルメット
- プレートキャリア
- DAGR
- MarkVII（測距機器）
- PRC-6809（無線機）
- GLTD-III（誘導レーザー照射機器）
- HF無線機